# Венедикт (Черчилль)
Епи́скоп Венеди́кт (англ. Bishop Benedict, в миру Уильям Джозеф Черчилль, англ. William Joseph Churchill; род. 19 апреля 1947, Pottsville, Пенсильвания) — епископ Православной церкви в Америке, епископ Хартфордский и Новоанглийский.

## Биография
Родился 19 апреля 1947 года в Потсвилле, штат Пенсильвания, в ирландской римско-католической семье и был назван в честь своего отца, Уильяма Джозефа Черчилля. Был крещён в римско-католической церкви Святого Иосифа в Локаст-Гэпе, штат Пенсильвания. Был старшим из шести детей. Его образование проходило в основном в приходских школах, затем в иезуитских средних школах. В детстве и юности он прошел обычную католическую процедуру первой исповеди, первого причастия и конфирмации и в течение нескольких лет прислуживал у алтаря.
Получил степень бакалавра искусств в Университете Святого Иоанна в Миннесоте в 1969 году, степень лиценциата в области медиевистики в Папском институте средневековых исследований в Торонто в 1975 году, степень доктора философии в Университете Торонто в 1979 году. Он занимал должности адъюнкта в Фордхэмском университете и Нью-Йоркском университете.
В 1975—1977 годы — приглашенный ученый в Сицилийском институте византийских и новогреческих исследований. В 1979—1980 годы — адъюнкт-профессор в Фордемском университете. В 1980 и в 1984 году преподавал в Нью-Йоркском университете
Обратился к пастору православной церкви Святой Марии в Стэмфорде, штат Коннектикут, где 17 сентября 1983 года тогдашний епископ Иов (Осацкий) принял его в ПЦА путем миропомазания с именем Бенедикт.
Работал в корпорации Xerox с 1983 года до выхода на пенсию в 2006 году.
11 октября 2009 года в часовне трёх святителей Свято-Владимирской семинарии в Крествуде, штат Нью-Йорк, митрополитом Ионой (Паффхаузеном) был рукоположен в сан диакона.
В 2010 году окончил Свято-Владимирскую духовную семинарию степень магистра богословия. Занимался переводами богослужебных текстов с греческого и церковнославянского.
14 марта 2010 года в часовне трёх святителей Свято-Владимирской семинарии в Крествуде, штат Нью-Йорк, был рукоположен в сан священника архиепископом Оттавским Серафимом (Сторхеймом). Назначен штатным клириком данной часовни. После рукоположения работал в издательстве Свято-Владимирской духовной семинарии.
17 декабря 2014 года перешёл в клир Епархии Юга и назначен настоятелем миссии святого Георгия в Эдентоне, Северная Каролина.
28 октября 2023 года на 60-м епархиальном собрании Епархии Новой Англии, проходившем в церкви Святого Преображения Господня в Нью-Хейвене, штат Коннектикут, официально выдвинут Епархией Новой Англии на должность правящего архиерея. Вечером 31 октября 2023 года Свято-Тихоновском монастыре Саут-Кейнане в Пенсильвании его настоятелем схиархимандритом Сергием (Бауэром) был пострижен в рясофор.
7 ноября 2023 года Священный синод Православной церкви в Америке канонически избрал иеромонаха Венедикта (Черчилля) епископом Хартфордским и Епархии Новой Англии. 8 ноября 2023 года архиепископом Чикагским и Среднего Запада Даниилом (Брумом) был награждён палицей и возведён в сан архимандрита.
2 декабря 2023 года в Свято-Троицком соборе в Бостоне состоялась его архиерейская хиротония, которую совершили Архиепископ Вашингтонский, митрополит всей Америки и Канады Тихон (Моллард), епископ Вустерский Иоанн (Абдала) (Антиохийская православная церковь), епископ Ириней (Добриевич) (Сербская православная церковь), архиепископ Сан-Францискский и Западной епархии Вениамин (Питерсон), архиепископ Питтсбургский и Западной Пенсильвании Мелхиседек (Плеска), архиепископ Нью-Йоркский и епархии Нью-Йорка и Нью-Джерси Михаил (Дахулич), епископ Бостонский и Албанской архиепископии Никодим (Престон), епископ Кливлендский Андрей (Хоарште) и епископ Форт-Уэртский Герасим (Элиэл).